# Миллер, Всеволод Фёдорович
Все́волод Фёдорович Ми́ллер (7 [19] апреля 1848, Москва — 5 [18] ноября 1913, Санкт-Петербург) — русский учёный, фольклорист, этнограф, языковед и археолог. Действительный член Петербургской академии наук (1911; член-корреспондент с декабря 1898). Известен как один из организаторов востоковедческого образования в России. Сын Фёдора Богдановича Миллера.

## Биография

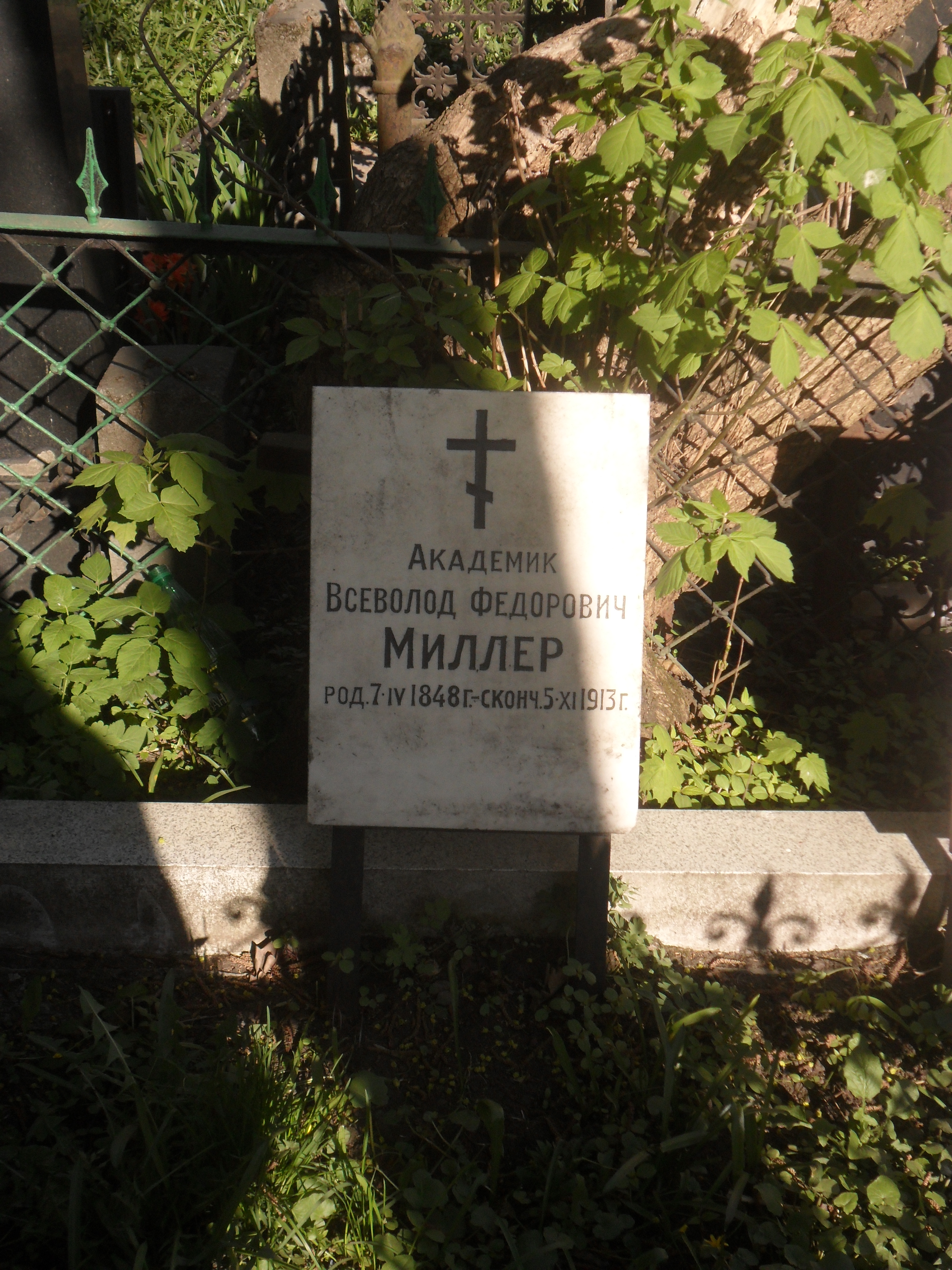
Могила В. Ф. Миллера на Новодевичьем кладбище Москвы.

Среднее образование получил в пансионе Эннеса (1859—1865). После окончания пансиона, сдав экзамены при 4-й московской гимназии, в 1865 году поступил на историко-филологический факультет Московского университета; получал стипендию имени Св. Кирилла и Мефодия. По окончании курса в 1870 году со степенью кандидата за сочинение «Восточные и западные родичи одной русской сказки» по ходатайству профессора П. Я. Петрова был оставлен на два года в университете для подготовки к профессорскому званию на кафедре сравнительного языкознания и санскритского языка. Одновременно он стал заниматься теорией языкознания и искусствоведения под руководством Ф. И. Буслаева и преподавать латинский язык в 4-й московской гимназии.
Летом 1871 года в Сувалской губернии он вместе с Ф. Ф. Фортунатовым занимался сбором литовских песен и в 1873 году они опубликовали своё исследование «Литовские народные песни».
В 1874 году он был направлен в Германию для более углублённого изучения санскрита и древней истории Востока. Занимался в Тюбингене (у Рота), Берлине (у А. Вебера), а также в Праге (у Людвига); изучал чешский язык. В 1876 году вернулся в Москву.
В качестве магистерской диссертации В. Ф. Миллер защитил в январе 1877 года монографию «Очерки арийской мифологии в связи с древнейшей культурой. Т. 1: Асвины — Диоскуры» (М., 1876); в феврале был утверждён в степени магистра, в марте избран доцентом и осенью начал читать на кафедре сравнительного языкознания курс по истории Востока; преподавал также санскрит. В это же время, с 1877 года, он стал преподавать на высших женских курсах Герье историю русского языка и древнерусскую литературу и издал книгу «Взгляд на Слово о Полку Игореве».
Заинтересовавшись историей и культурой народов Кавказа, в частности осетин, В. Ф. Миллер совершил пять поездок в Осетию (1879, 1880, 1881, 1883, 1886), результатом которых явилось издание двух томов «Осетинских этюдов» («Осетинские этюды. Ч. 1-2» — М., 1881—1882), которые составили его диссертацию на степень доктора, защита которой состоялась в феврале 1883 года; 3-я часть «Осетинских этюдов», в которой Миллер попытался найти «элементы иранского языка среди древнего скифского и сарматского населения южнороссийских степей», вышла в 1887 году и была удостоена Большой золотой медали Императорского Русского Географического общества. «Иранская теория» В. Ф. Миллера встретила противника в лице Н. П. Дашкевича, который в своём отчёте о присуждении Уваровской премии отметил односторонность объяснений и не согласился с представленными выводами, что побудило Миллера пересмотреть свою точку зрения.
В 1884—1897 годах — хранитель Дашковского этнографического музея в Москве, в котором ввёл этнографическое (вместо прежнего географического) распределение коллекций; издал 4 выпуска «Систематического описания коллекций» музея (М., 1887—1895) и 3 выпуска «Сборника материалов по этнографии» (М., 1885—1888).
В декабре 1884 года он был утверждён в звании экстраординарного профессора Московского университета по кафедре сравнительного языкознания и санскритского языка; с февраля 1887 года — ординарный профессор; в мае 1892 года занял кафедру русского языка и словесности Московского университета, сменив своего учителя Ф. И. Буслаева, и руководил ею до июля 1903 года. В это время он вместе с академиком Н. С. Тихонравовым приступил к изданию былин, разбросанных по различным журналам и в 1894 году напечатал сборник «Русские былины старой и новой записи». А в 1897 году им были объединены все печатавшиеся в то время статьи по былинам в книге: «Очерки русской народной словесности. Былины. I—XVI» (М. 1897. — 464 с.).
В марте 1902 года ему присвоили звание заслуженного профессора Московского университета.
В 1897 году он, не оставляя преподавания в Московском университете, возглавил Лазаревский институт восточных языков, где до 1911 года читал лекции по истории Востока и вечерний курс по санскриту. Также с 1897 года он был председателем Восточной комиссии Московского археологического общества. В 1900—1911 годах В. Ф. Миллер читал курс народной словесности на возобновлённых Высших женских курсах в Москве.
С 5 декабря 1898 года — член-корреспондент Императорской Академии Наук по отделению русского языка и словесности. После избрания 5 февраля 1911 года ординарным академиком В. Ф. Миллер переехал жить в Санкт-Петербург. Здесь помимо участия в трудах Академии он до своей смерти преподавал историю литературы в Педагогическом женском институте.
Скончался 5 (18) ноября 1913 года. Похоронен в Москве, на Новодевичьем кладбище.
В. Ф. Миллер был членом многих научных обществ. С 1872 года он состоял в Обществе любителей российской словесности. С 1876 года — член Общества любителей естествознания, антропологии и этнографии; с 1881 года — председатель его этнографического отдела, редактор журнала «Этнографическое обозрение», а в 188—1890 годах — президент Общества. С 1877 года — член Общества истории и древностей российских. С 1890 года — член Русского археологического общества.

## Семья
Жена: Евгения Викторовна Насонова (1857—1927), сестра учёного-зоолога Николая Викторовича Насонова.
Старший сын: Борис (1877—1956) — филолог-иранист.
Дочь: Антонина (?—1944), была замужем за учёным библиографом Румянцевской библиотеки Николаем Николаевичем Бируковым (1869–1918); их дочь — переводчица Евгения Николаевна Бирукова (1899—1987).

## Изучение осетинского языка и фольклора
В. Ф. Миллер совершил пять поездок в Осетию, в ходе которых изучал язык, быт и верования осетин, собирал фольклор. Результатом этих поездок стала серия работ «Осетинские этюды».
Первая часть, «Осетинские тексты» (Москва, 1881), содержит фольклорные тексты на осетинском языке с русскими переводами и комментариями. В частности, опубликовано несколько нартских сказаний («Как родился Батраз», «Как убили Хамыца, Батразова отца», «Сослан и Урызмаг» и др.).
Часть вторая, «Исследования» (Москва, 1882) включает фонетику и подробную грамматику осетинского языка, а также отдельную главу о религиозных верованиях осетин.
Часть третья, «Исследования» (Москва, 1887), посвященная осетиноведу Максиму Ковалевскому, содержит результаты историко-этнографических изысканий. В этом томе есть, в частности, описание населенной осетинами территории, доказательство северного (степного) происхождения осетин, экскурсы о скифах, сарматах и аланах. К книге приложены также образцы «южно-осетинского наречия», подборка дигорских и иронских пословиц и другие материалы.
Осетинские тексты в книгах серии «Осетинские этюды» публиковались в специальной транскрипции, основанной на кириллице, но отличающейся от употреблявшегося тогда осетинского алфавита в сторону большей точности.
Уже после смерти В. Ф. Миллера в 1927—1934 годах под его именем вышел трёхтомный «Осетинско-русско-немецкий словарь». Редактором издания стал А. А. Фрейман. В основу была положена рукопись Миллера на карточках.

## Память
- Именем Миллера названа улица в историческом центре Владикавказа.

## Труды
- Осетинские этюды (в трёх частях).
- Язык осетин (перевод с немецкого).
- Очерки арийской мифологии в связи с древнейшей культурой. Том I. Асвины-диоскуры. — 1876.
- Значение собаки в мифологических верованиях. — 1876.
- Взгляд на Слово о полку Игореве. — 1877.
- Миф о Ниобе на Востоке // Народный Просвет. — 1877. — № 10. — С. 59 - 71.
- Сборник материалов для описания местностей и племен Кавказа. Издание управления Кавказского учебного округа. Выпуск IV. Тифлис 1884. — 1885.
- Археологические разведки в Алуште и её окрестностях в 1886 г.. — Москва: тип. А. И. Мамонтова и К, 1889.
- Отголоски иранских сказаний на Кавказе. — Книга по Требованию. — Москва, 1889.
- О сарматском боге Утафарне. — Москва: тип. словолитня О. О. Гребека, 1890.
- Древне-осетинский памятник из Кубанской области. М.: тип. А. И. Мамонтова и К, 1892.. — Москва: типография А. И. Мамонтова и К, 1892.
- Экскурсы в область русского народного эпоса. I-VIII. — 1892.
- Отголоски кавказских верований на могильных памятниках. М.: тип. А. И. Мамонтова и К, 1892.. — Москва: типография А. И. Мамонтова и К, 1892.
- Отголоски апокрифов в кавказских народных сказаниях // Журнал Мин. Нар. Просвещения. — 1893.
- Былинное предание в Олонецкой губернии. - 1894.
- Русская былина, её слагатели и исполнители // Журнал"РуссаяМысль". — 1895. — № 9, 10. — С. 143-160; 1-19.
- К былинам о Вольге и Микуле // Журнал Мин. Нар. Просв.. — 1896.
- Ассирийские заклинания и русские народные заговоры. — Москва, 1896.
- Очерки русской народной словесности. Былины. I-XVI. — 1897.
- Красавица Елена и богатырь-женщина. Кабардинское сказание. — 1897.
- Пушкин, как поэт-этнограф. С приложением неизданных народных песен, записанных А.С. Пушкиным. — 1899.
- Материалы для истории былинных сюжетов. — Москва: т-во скоропеч. А. А. Левенсон, 1899.
- Новые записи былин в Якутской области. — СПб.: тип. Имп. Акад. наук, 1900.
- Татские этюды. В 2-х ч.. — Москва: тип. В. А. Гатцук, 1905 - 1907.
- Очерки по истории народов древнего Востока. Прибавление к истории Ассирии и Вавилонии. — 1906.
- Отголоски Смутного времени в былинах. — СПб.: тип. Акад. Наук, 1906.
- Кавказское языкознание и вопросы исторической этнографии передней Азии. — Москва, 1907. — 15 с.
- О митанийском языке XV в. до Р. Х.. — Москва, 1907.
- Илья Муромцей и Алёша Попович. — СПб.: тип. Имп. Акад. наук, 1908. — 90 с.
- К былине о Добрыне и Василии Казимировиче // Журнал Мин. Нар. Просвещ. — 1908.
- К былине о Козарине. — 1908. — 29 с.
- О братьях суздальцах. — СПб.: Журн. М-ва нар. прос, 1908. — 92 с.
- К сказкам об Иване Грозном.. — СПб.: тип. Имп. Акад, 1909. — 20 с.
- Очерки по истории культуры народов Древнего Востока. Лекции.. — Москва: лит. Рихтера, 1909. — 339 с.
- О некоторых былинных именах. — СПб.: тип. В. Ф. Киршбаума, 1909. — 260 с.
- Лекции по истории народной словесности. — Москва: типо-лит. И. И. Любимова, 1909. — 284 с.
- К песням о взятии Казани. — Москва, 1909. — 21 с.
- Очерки русской народной словесности. Былины. Том II. — 1910.
- Лекции по русской народной словесности. — Москва: Типо-лит. И. Х. Кавыкина, 1911.
- О некоторых местных отголосках в былинах. — 1912.
- Русские и инородческие предания о Казанском походе Ивана Грозного. - 1914.
- Исторические песни русского народа XVI-XVII вв. — 1915.
- Руководство к изучению санскрита. (Грамматика, тексты и словарь). - 1891 (в соавторстве с Кнауэр Ф.И.).
  - Руководство к изучению санскрита (грамматика, тексты и словарь) составленное В. Ф. Миллером и Ф. И. Кнауэром [Текст] / Российская акад. наук, Ин-т языкознания. - 4-е изд., испр. и доп., репр. - Москва : АБВ, 2016. - 303 с. : портр., табл.; 24 см. - (Серия "Bibliotheca Sanscritica" т. 5).; ISBN 978-5-906564-15-3 : 1000 экз.
- Очерки русской народной словесности. Том III. Былины и исторические песни — 1924.
- К песням, сказкам и преданиям о Петре Великом. — СПб.: Акад. проект, 2000.
- Наблюдения над географическим распространением былин // Очерки русской народной словесности. — М.: Институт русской цивилизации, 2015. — С. 111-154.
- Отголоски галицко-волынских сказаний в современных былинах // Очерки русской народной словесности. — М.: Институт русской цивилизации, 2015. — С. 155 - 216.
- К былинам о Добрыне Никитиче // Очерки русской народной словесности. — М.: Институт русской цивилизации. — С. 217 - 247.
- К былинам о Чуриле Пленковиче // Очерки русской народной словесности. — М.: Институт русской цивилизации, 2015. — С. 276 - 294.
- К былине о Соловье Будимировиче // Очерки русской народной словесности. — М.: Институт русской цивилизации, 2015. — С. 295 - 320.
- К былине о Хотене Блудовиче // Очерки русской народной словесности. — М.: Институт русской цивилизации, 2015. — С. 321 - 338.
- Былины об Иване Гостином сыне // Очерки русской народной словесности. — М.: Институт русской цивилизации, 2015. — С. 339 - 379.
- К былине о Ставре Годиновиче // Очерки русской народной словесности. — М.: Институт русской цивилизации, 2015. — С. 380 - 405.
- К былинам о Садке // Очерки русской народной словесности. — М.: Институт русской цивилизации, 2015. — С. 406 - 435.
- Былина о Батые // Очерки русской народной словесности. — М.: Институт русской цивилизации, 2015. — С. 436 - 465.
- Былины о Сауре и сродные по содержанию // Очерки русской народной словесности. — М.: Институт русской цивилизации, 2015. — С. 466 - 510.
- Материалы для изучения еврейско-татского языка. Введение, тексты и словарь. — Москва: URSS, 2017.
- Осетинско-русско-немецкий словарь. Т. I—III / под редакцией и с дополнениями А. А. Фреймана. — Л.: 1927—1934.

В. Ф. Миллер — автор более 200 опубликованных работ, основная часть которых принадлежит классическому наследию русской
фольклористики, оказывая воздействие на мировую науку. Значение трудов Миллера было вполне ясно не только ученикам, но и
современным ему коллегам по Академии наук, а возглавлявшаяся им историческая школа исследователей народного эпоса господствовала в русской науке до репрессирования ученых-гуманитариев в середине 1930-х годов.